# 工藤準基
工藤 準基（くどう じゅんき、1952年〈昭和27年〉7月4日 - ）は札幌テレビ放送（STV）元アナウンサー。男性。

## 経歴
北海道雨竜郡沼田町出身。身長172cm、血液型AB型。北海道滝川高等学校、北海道大学法学部卒業。中学ではバスケットボール部、高校では演劇部、大学では落語研究会に所属。1977年アナウンサーとして入社（同期に堺なおこ〈現在はタレント〉、真島圭子、村沢普恵）。
編成局アナウンス部長、編成局次長、2009年2月より編成局専任局長を務める。2013年に定年退職した後も引き続きSTVラジオの番組を担当している。
ラジオ番組では「工藤じゅんき」と表記される。

## 担当番組

### 現在
いずれもSTVラジオ。
- 工藤じゅんきの十人十色（1991年10月～）
- 工藤じゅんきの人生は映画とともに（2018年4月～）

### 過去

#### テレビ
- 釣〜りんぐ北海道（1996.5.5-2006.3.19、2006.5.14-2008.3.30、2009.6.27）
- ピュアシネマ

#### ラジオ
- エキサイティングポップス
- 工藤準基のアタックヤング （1979年4月〜1983年3月）
- ニューミュージックベスト10 （1980年・1981年）
- サンデージャンボスペシャル
- ＳＴＶホール名人会
- 10時です じゅんきのはりきり八丁目 （月曜 - 金曜 10:00 - 11:55、1981年4月6日〜1984年4月6日）[1][5]
- おもしろワイド午後はおまかせ
- 工藤じゅんきの思い出シネマ
  - 工藤じゅんきの映画的人生
  - 工藤じゅんきの人生総天然色
- 準基と淳子の1時が万事 （1985年から）[1]
- もっと昼下がり （1985年から）
  - 上記2本（13・14時台）の枠を1991年9月まで担当。
- ラブソングフォーユー[1]
- ＳＴＶホール名人会傑作選
- ほっかいどう百年物語

### CM
- 昭和産業 お釜にポン